# Protoplasma
Protoplasma, nome antigo, não muito utilizado, para Citosol, é uma parte da célula. É um sistema físico-químico de natureza coloidal e pode passar facilmente do estado sólido ao líquido. Os principais constituintes químicos do protoplasma são as proteínas (ácidos aminados, polipeptídeos etc.), os carboidratos, os lipídios, as substâncias minerais e a água. O protoplasma é uma substância viva que tem a propriedade de assimilação e sofre suas conseqüências (crescimento, divisão etc.). O protoplasma reage aos excitantes mecânicos, físicos e químicos; pode emitir pseudópodes e sofrer atrações e repulsões. Existem três propriedades importantes dos protoplasmas no sistema nervoso: irritabilidade, condutibilidade e contratibilidade.
Esse protoplasma é formado, em sua maior parte, por cinco substâncias básicas, sendo elas: Água, Eletrólitos, Proteínas, Lipídeos e Carboidratos.